# Chikkilur, Kollegal
Chikkilur là một làng thuộc tehsil Kollegal, huyện Chamarajanagar, bang Karnataka, Ấn Độ.